# Kościół Świętego Krzyża we Wrześni
Kościół Świętego Krzyża we Wrześni – drewniany zabytkowy kościół (do 1966 jako kaplica) w północno-zachodniej części Wrześni, w powiecie wrzesińskim, w województwie wielkopolskim. 
Zlokalizowany na osiedlu Lipówka, przy ulicy Świętokrzyskiej, nad Jeziorem Wrzesińskim.

## Historia i opis budowli
Pierwsza kaplica na Lipówce powstała w XVII wieku i została ufundowana przez proboszczów wrzesińskich. Jej powstanie w tym miejscu łączone jest z położonym w pobliżu źródełkiem, uważanym za cudowne.
Kościół orientowany, zbudowany z drewna, w konstrukcji zrębowej na planie prostokąta. Przykryty wysokim dachem, krytym gontem, zwieńczonym wieżyczką na sygnaturkę i chorągiewką. 
Wnętrze zdobi XIX-wieczna polichromia. W ołtarzu głównym znajduje się obraz "Ukrzyżowanie". Ołtarze boczne poświęcone są św. Rozalii i św. Rochowi.
Od 1966 siedziba ośrodka duszpasterskiego, przekształconego w 1975 w samodzielną parafię. W latach 1982–1985 w pobliżu kościoła powstał murowany kościół św. Józefa.
Poniżej kościoła źródełko, ocembrowane w 1927, z figurami Jezusa Chrystusa i Samarytanki ze sztucznego kamienia. Na terenie przykościelnym wyeksponowano również nieużywany dzwon z odlewni w Lauchhammer. 

## Galeria

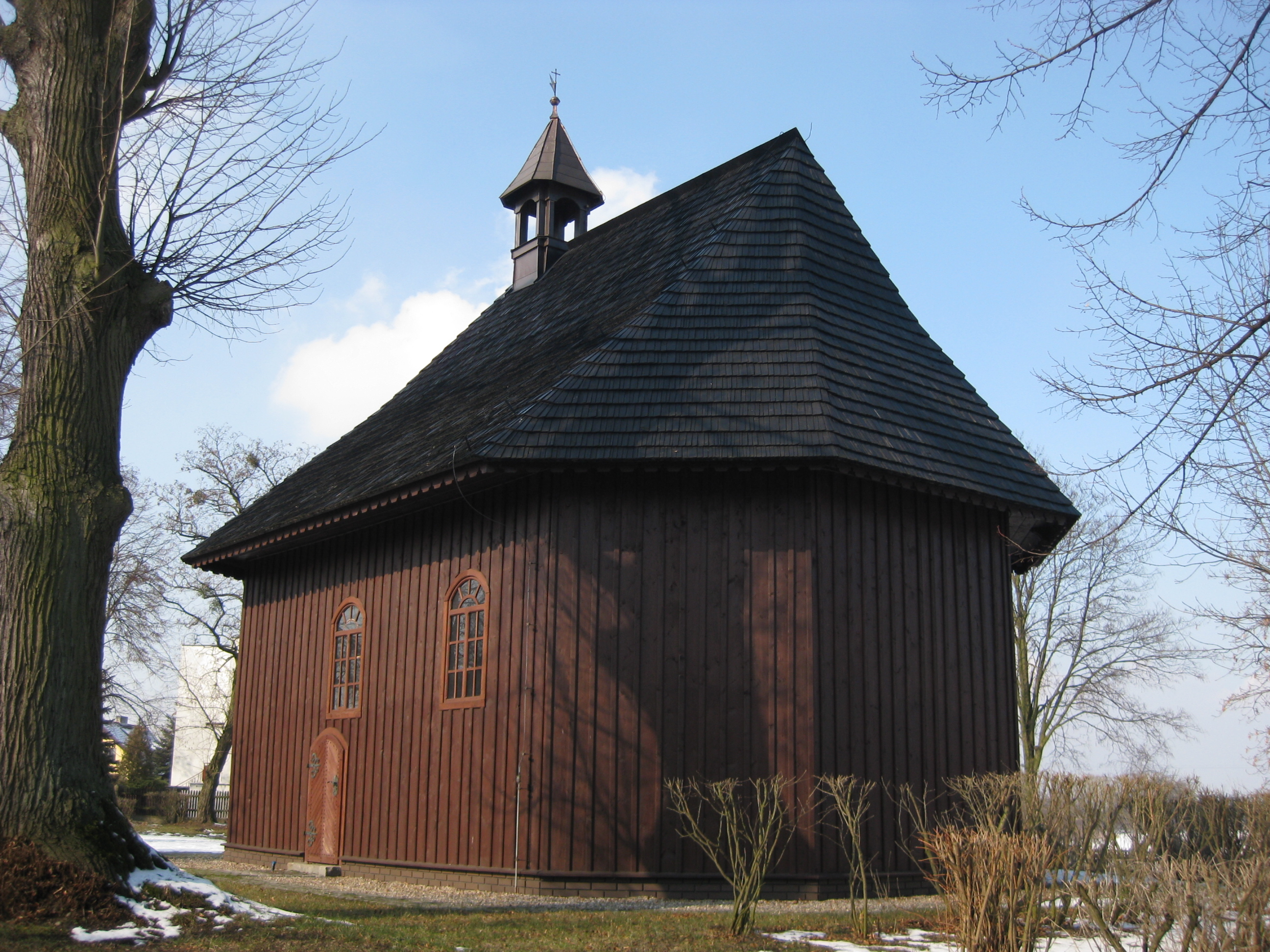
Widok kościoła od wschodu
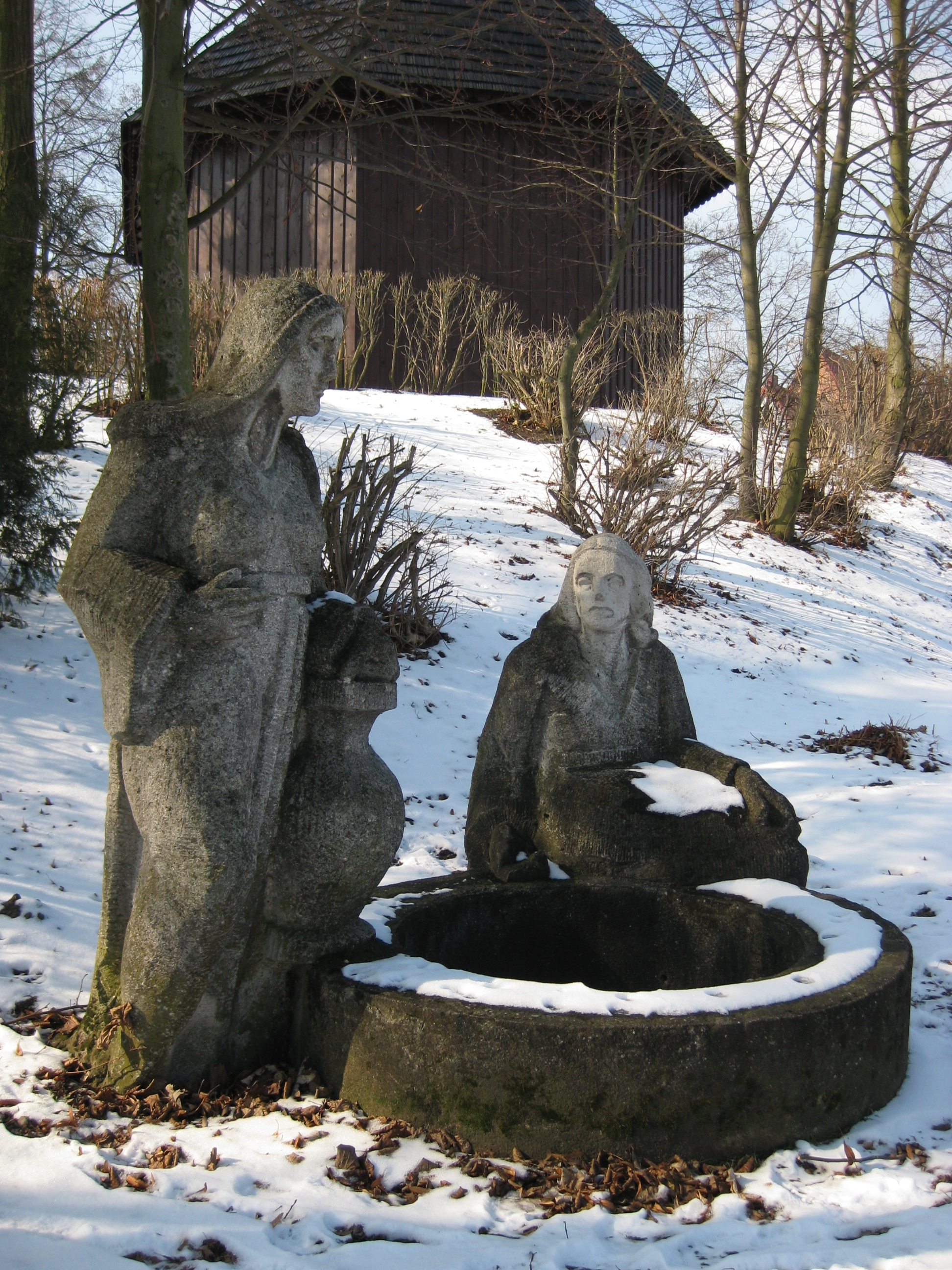
Źródło przy kościele
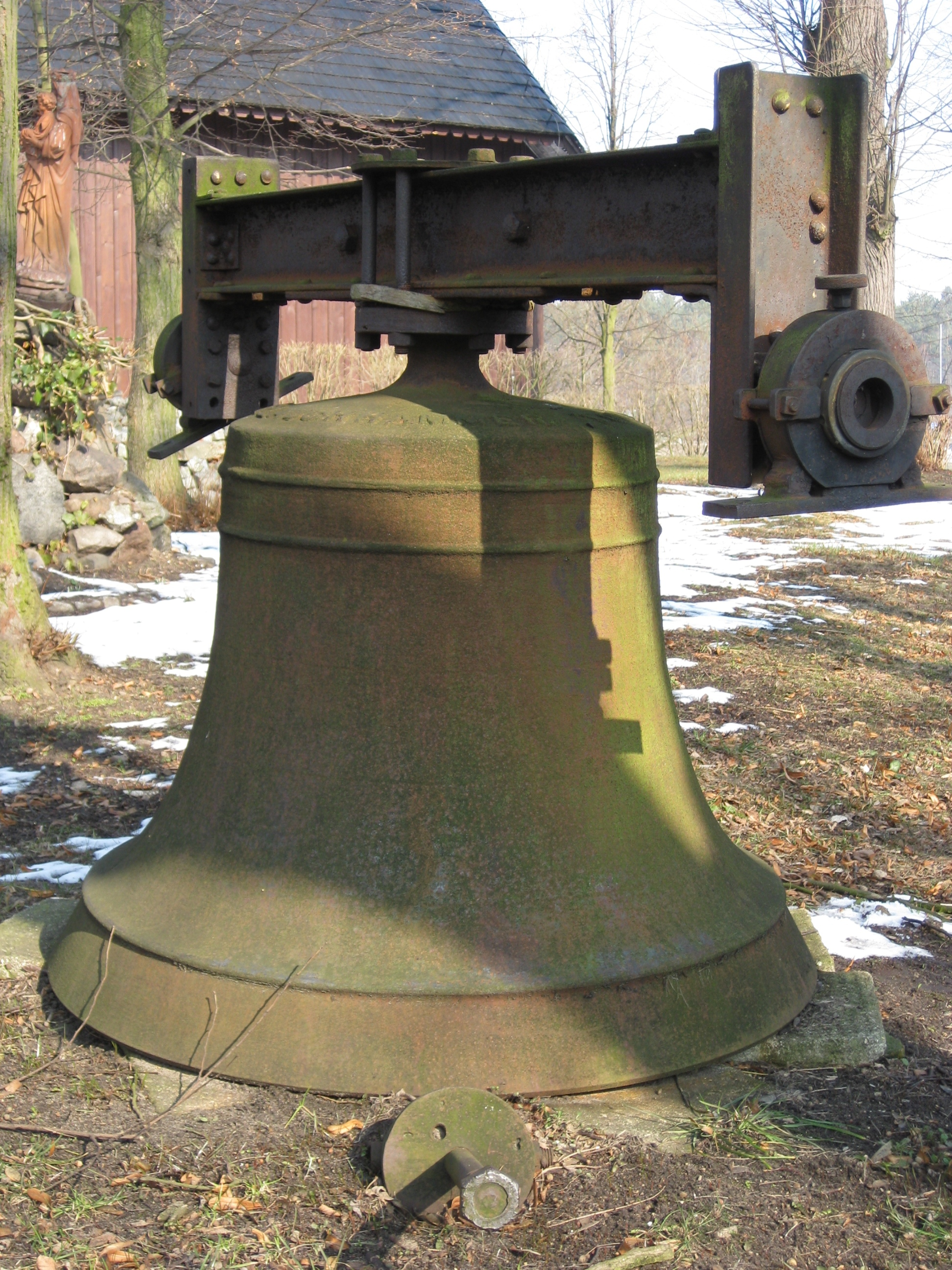
Dzwon przy kościele
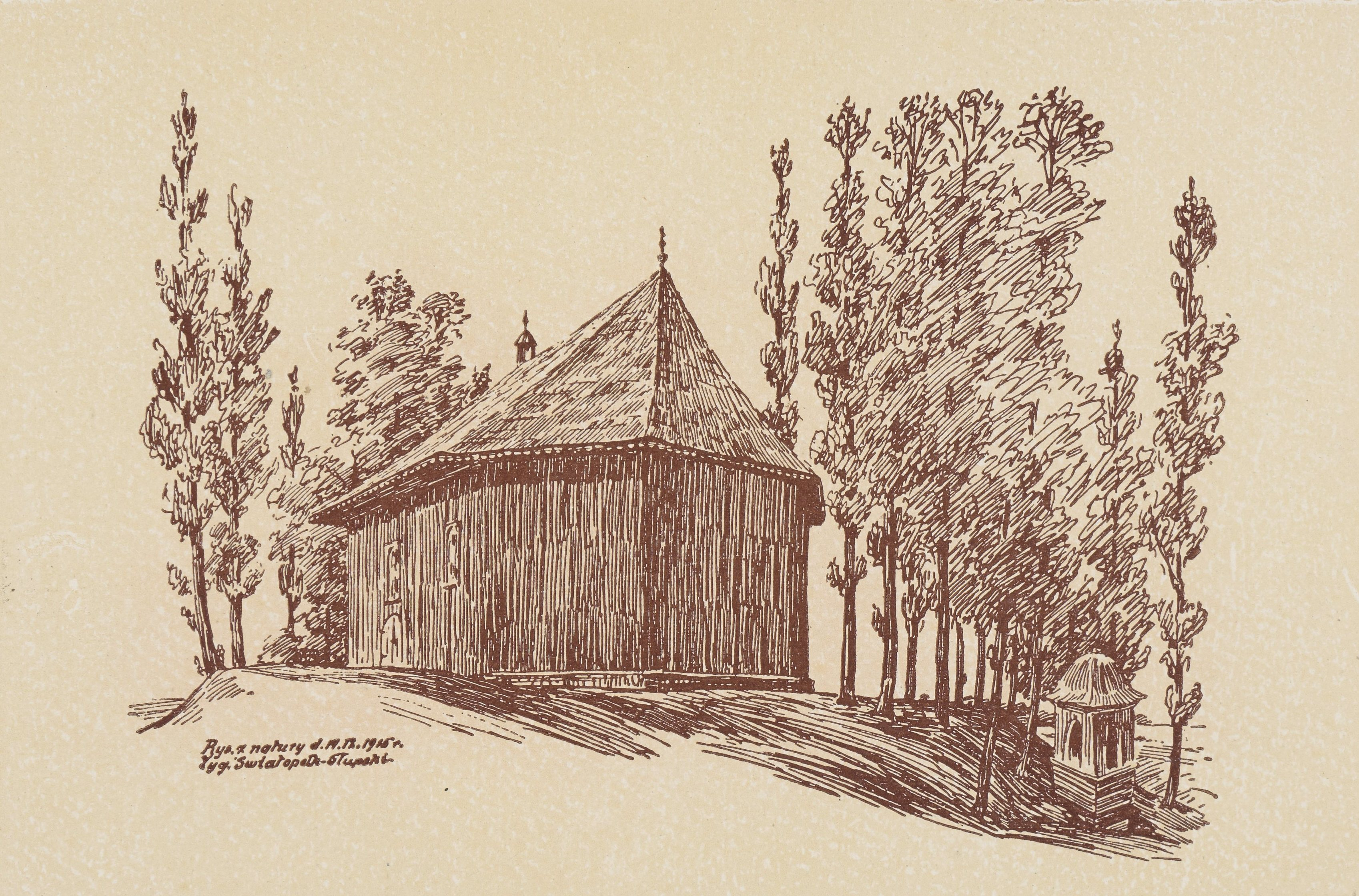
Widok kościoła przed 1917